# Ono (Waffe)
Die O-No oder Nyubu-Ono, engl. Yamabushi-Axe ist eine Streitaxt aus Japan.

## Beschreibung
Die O-No besteht in der Regel aus Stahl. Sie ist einschneidig und hat eine halbmondförmige, schwere Klinge, die mit der Hilfe eines quadratischen Auges am Schaft befestigt ist. Auf der Gegenseite der Klinge ist die Axt in der Form eines Blattes gestaltet. Etwa in der Mitte der Klinge, auf dem Auge, sind auf jeder Seite drei tiefe und breite Hohlschliffe angebracht, die dazu dienen das Gewicht herabzusetzen. Auf der Klinge ist eine herzförmige Öffnung ausgeschnitten. 
Die O-No wurde oft von den Yamabushi-Kampfmönchen benutzt.